# Rudolf Christian Ziesenhenne
Rudolf Christian Ziesenhenne (15 de febrero de 1911 , Chicago, Illinois - † 2005) fue un botánico amateur estadounidense, y empresario de viveros de plantas.
En 1933 se casó con Margaret B. Selover, en Santa Bárbara, California; y tuvieron dos hijos. Ziesenhenne fue un destacado especialista en el género Begonia L..
- La abreviatura «Ziesenh.» se emplea para indicar a Rudolf Christian Ziesenhenne como autoridad en la descripción y clasificación científica de los vegetales.[2]